# The Tell All Your Friends Demo
The Tell All Your Friends Demo es la demo que Taking Back Sunday envió a Victory Records y que convenció a ésta para ficharlos y grabar su álbum de estudio debut Tell All Your Friends.
Todas las canciones, excepto "Your Own Disaster", aparecieron en Tell All Your Friends. Además, en esta demo la formación es ya la definitiva para grabar su primer disco de estudio, después de las marchas de Jesse Lacey y Antonio Longo.

## Listado de canciones
1. "Great Romances of the Twentieth Century" – 3:43
2. "The Blue Channel" – 2:43
3. "Monterey Peninsula Bike Scene" – 3:39
4. "Mutual Head Club" – 3:23
5. "Your Own Disaster" – 4:47

## Créditos
- Eddie Reyes – guitarra
- Mark O'Connell – batería
- Shaun Cooper – bajo
- John Nolan – guitarra, piano, teclados, cantante
- Adam Lazzara – cantante